# Pilotrichum monbuttoviae
Pilotrichum monbuttoviae là một loài rêu trong họ Pilotrichaceae. Loài này được (Müll. Hal.) Kindb. mô tả khoa học đầu tiên năm 1888.